# 이스마일 아흐메드 카다르 하산
이스마일 아흐메드 카다르 하산(아랍어: إسماعيل أحمد قادر حسن Ismail Ahmed Kadar Hassan[*], 1987년 5월 23일 ~ )은 지부티의 축구 선수이다.